# Idaea pervertipennis
Idaea pervertipennis là một loài bướm đêm trong họ Geometridae.